# Souillac
För andra betydelser, se Souillac (olika betydelser).
Souillac är en kommun i departementet Lot i regionen Occitanien i södra Frankrike. Kommunen ligger i kantonen Souillac som tillhör arrondissementet Gourdon. År 2022 hade Souillac 3 199 invånare.

## Befolkningsutveckling
Antalet invånare i kommunen Souillac
| Referens: INSEE |